# Palau Moro Lin
El Palau Moro Lin (anomenat palasso de le trèdese fenestre en dialecte venecià, o palau de les tretze finestres ), és un palau venecià, situat al barri de San Marco i amb vistes al Gran Canal.

## Història
El palau va ser construït al voltant de 1670, dissenyat per Sebastiano Mazzoni i per encàrrec de Pietro Liberi, un pintor de Venècia. Després de la mort del pintor, el 1691 el palau va passar a Antonio Lin, que el va comprar i el va moblar amb frescos, ara perduts, i altres obres d'art, a més de preveure, entre els segles XVII i XVIII, elevar l'edifici una planta. Cap al 1942 va ser adquirit per l'industrial milanès Enrico Ghezzi, que la va prendre de la família veneciana Pascolato.

## Descripció
Façana de quatre ordres i dissenyada simètricament.La planta baixa té set arcs de mig punt que emergeixen del canal i formen un portell, dels quals el central és més petit. Les dues plantes principals i la tercera planta del segle XVIII estan travessades cadascuna per tretze finestres simples, entre les quals hi ha pilastres que serveixen de decoració. Les obertures de les plantes principals, tot i que rectangulars com les de la tercera, estan inscrites en un rebaix d'arc de punt rodó.La cornisa que divideix la primera planta noble de la planta baixa està acompanyada d'una balustrada, mentre que les golfes tenen una cornisa dentada.Els frescos d'Antonio Bellucci, Antonio Molinari i Gregorio Lazzarini encara es poden veure avui dia dins dels apartaments del palau.